# Mehrfachwahl-Wortschatz-Intelligenztest
Mehrfachwahl-Wortschatz-Intelligenztest (MWT) ist der Oberbegriff für mehrere Tests (MWT-A, MWT-B, MWT-Erstform, TPL = Test für das prämorbide geistige Leistungsniveau), die nach dem gleichen Schema aufgebaut sind und das Gleiche messen sollen.

## Anwendung
Die MWT-Versionen sind Leistungstests zur Messung des allgemeinen Intelligenzniveaus, speziell des Niveaus der kristallisierten Intelligenz. Sie können als Individual- und Gruppentest bei Erwachsenen eingesetzt werden. Mit ihnen erhebt man eine Wissensstichprobe, was nur geringe Anforderungen an die aktuell verfügbare Leistungsfähigkeit stellt. Daher werden die Ergebnisse kaum von leichten bis mittelschweren psychischen Störungen beeinflusst (Intelligenzspurentest). Bei derartigen Zuständen wendet man MWT-Versionen zur Abschätzung des prämorbiden Intelligenzniveaus an. Dies gilt beispielsweise für Befindlichkeitsstörungen, aber auch Depressionen und Demenzen.
Die Testabnahme beträgt bei psychiatrisch unauffälligen Personen etwa fünf Minuten.
Die verbreitetste Version ist der MWT-B, der als Beispiel für alle MWT-Versionen im Folgenden näher beschrieben wird.

## Aufbau des MWT-B
Der MWT-B besteht aus einer kurzen Anweisung für die Testperson, in jeder der folgenden Zeilen herauszufinden, ob es eines der präsentierten Wörter gebe. Dieses sei gegebenenfalls durchzustreichen. In jeder Zeile steht nach dem Mehrfachwahl-Prinzip (multiple choice) ein umgangs- oder wissenschaftssprachlich bekanntes Wort unter vier fiktiven Neukonstruktionen. Beispiele (etwas verändert):
Oher – Ohr – Ehr – Ereh – Hor
Sukiff – Fasek – Siuke – Fiskus – Fuske
Nadir – Ridan – Nailer – Radin – Nidar
Die insgesamt 37 Items sind nach dem Schwierigkeitsgrad angeordnet.
Die Gesamtzahl der richtig angekreuzten Zeilen wird mit den Leistungen einer repräsentativen Stichprobe deutschsprachiger Erwachsener von 20 bis 64 Jahren (n = 1.952) verglichen. Danach lassen sich Standards (IQ, Standardwert und Prozentrang) ermitteln.

## Auswertung und Interpretation
Mit dem MWT-A und TPL liegen Parallelformen vor. Während man beim MWT-A wie beim MWT-B IQ-Punkte, Standardwerte und Prozentränge erhält, liefert der TPL eine Abschätzung der Kapazität des Arbeitsspeichers (= Kurzspeicherkapazität) in der Maßeinheit Bit.